# EUCAP Sahel Mali
EUCAP Sahel Mali ist eine zivile Krisenbewältigungsmission der Europäischen Union in Mali mit Hauptsitz in der Hauptstadt Bamako. 

## Entstehung
Die nicht-exekutive Mission wurde am 15. Januar 2015 auf eine offizielle Einladung der malischen Regierung hin ins Leben gerufen, um die malischen Sicherheitskräfte dabei zu unterstützen, die staatliche Autorität im ganzen Land gegenüber den verschiedenen Fraktionen durchzusetzen, die sich im Zuge des Konfliktes in Nordmali gebildet hatten.

## Verlängerung
Der Rat für Auswärtige Angelegenheiten verlängerte das Mandat der EUCAP Sahel Mali in den Jahren 2017, 2019, 2021 und 2023 und passte die Struktur und die Tätigkeiten der Mission an den sich wandelnden operativen Kontext und die Bedürfnisse ihrer Partner sowie an den europäischen Regionalisierungsansatz in der Sahelzone an.

## Aufgabe
Aus- und Fortbildung für Polizei, Nationalgarde und Gendarmerie sind die Hauptaufgaben der Mission. Missionsgebiet ist Mali, wobei sich das Hauptquartier in der Hauptstadt Bamako befindet. Die Mission orientiert sich dabei an drei so genannten Lines of Operation:
Line of Operation 1: Unterstützung der strukturellen Kapazitäten
EUCAP Sahel Mali berät die malischen Sicherheitskräfte und die zuständigen Abteilungen bei der Umsetzung der Sicherheitssektorreform in Mali durch:
- eine Personaldatenbank
- eine Datenbank für Beschäftigungspolitik und Personalverwaltung
- eine Basis für die Personalbesetzung
- eine kompetenzbasierte Personaleinstellungspolitik
- Methoden des Betriebsmanagements, um hierarchische Verbindungen wiederherzustellen
- Audit- und Inspektionseinheiten innerhalb der Generalinspektion der Streitkräfte

Line of Operation 2: Stärkung der operativen Kapazitäten
Die Experten der Mission unterstützen die operativen Kapazitäten ihrer Partner in mehreren Bereichen, darunter
- akute Bekämpfung des Terrorismus und der organisierten Kriminalität im Land,
- Grenzmanagement,
- verantwortungsvolle Staatsführung,
- Rechtsstaatlichkeit,
- Bekämpfung der Straflosigkeit/Strafvereitelung,
- Management und Führung,
- Berufsethik,
- Menschenrechte und Gleichstellung der Geschlechter,
- Geheimdienst Techniken,
- professionelle Intervention,
- forensische Untersuchungen,
- Grundlagenausbildung in Terrorismusbekämpfung und Aufrechterhaltung der öffentlichen Ordnung.

Der verstärkte Fokus auf „Train the Trainers“ hat dazu beigetragen, den Kompetenztransfer und die nationale Eigenverantwortung der Ausbildungsmethodik zu verbessern.
Line of Operation 3: Stärkung ethischer Standards der inneren Sicherheitskräfte
Die Mission unterstützt die Stärkung ethischer Standards der inneren Sicherheitskräfte, die Stärkung der Achtung der Menschenrechte und des Geschlechtergleichgewichts, die Vertrauensbildung zwischen den Sicherheitskräften und der Bevölkerung, die Verhinderung abweichenden Verhaltens der inneren Sicherheitskräfte, die Inspektionsdienste und die Bekämpfung der Strafvereitelung.

### G5 Sahel
Im Einklang mit ihrem GSVP-Regionalisierungsansatz in der Sahelzone seit 2017 unterstützt die Europäische Union die verstärkte Zusammenarbeit zwischen den G5-Sahelstaaten (Tschad, Burkina Faso, Mali, Mauretanien und Niger), um einen gemeinsamen Ansatz für regionale Herausforderungen zu erreichen. Zu diesem Zweck unterstützt die Mission über eine regionale Beratungs- und Koordinierungszelle (RACC) mit Sitz in Mauretanien die regionale und grenzüberschreitende Zusammenarbeit in der Sahelzone und stärkt die nationalen Kapazitäten der G5-Sahelstaaten.

## Deutsche Beteiligung
Deutschland beteiligt sich mit zivilen Experten und mit bis zu zehn Polizeibeamtinnen und –beamten an der Mission.